# Wilhelm Wundt
Wilhelm Maximiliam Wundt (Neckarau, Mannheimnél, 1832. augusztus 16. – Grossbothen, Lipcsénél, 1920. augusztus 31.) német pszichológus és fiziológus.

## Életpályája

### 1832–1855
A németországi Neckarau városában született 1832-ben. Édesapja, a „vígkedélyű költekező” (ahogyan Wundt nevezte) lutheránus lelkészként kereste a kenyeret. Ősei között találhatóak egyetemi igazgatók, tudósok, kormányzati alkalmazottak és orvosok is. Ennek ellenére Wundt csak gyenge iskolai bizonyítvánnyal büszkélkedhetett. Egyik oktatója úgy vélte, hogy legjobb képességei szerint kitűnő postás válhatna belőle.
Ennek ellenére a heidelbergi Lyceumba ment tanulni. Mielőtt befejezte volna itteni tanulmányait (1851), édesapja meghalt. Gyenge eredményei miatt nem vehetett részt tudósképzésben, így a tübingeni egyetemen kezdte meg orvosi tanulmányait. Ezután visszatért Heidelbergbe, és további három év alatt be is fejezte tanulmányait. 1855-ben állami orvosi vizsgát tett, ahol első helyen végzett.

### 1855–1862

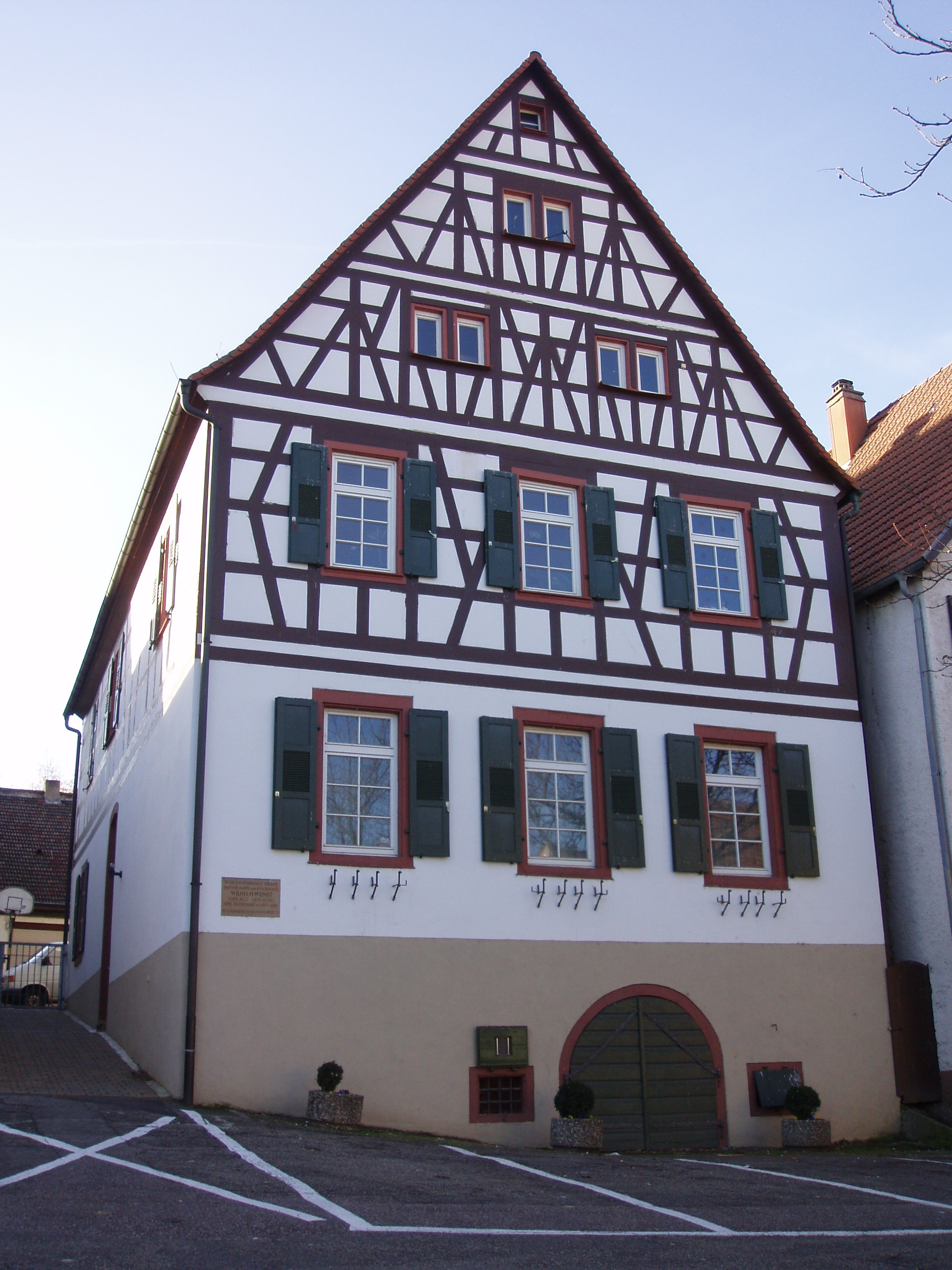
Lakóháza Heidelsheimben

Wundt kedvet kapva a kísérletezéshez, érdekes kísérleteket hajtott végre önmagán. Nem fogyasztott sót annak érdekében, hogy ezáltal vizsgálhassa a vizeletében található só koncentrációjának változását. Erről a kísérletről készített publikációja volt az első megjelent cikke. (Élete során közel 500 tudományos közleménye látott napvilágot és több tízezer oldalt publikált.) Az államvizsgát követően mintegy fél éven át klinikai asszisztensként tevékenykedett. Ez idő alatt további kutatásokra nyílt lehetősége. Hisztériás páciensek tapintási percepcióját vizsgálta, ezzel már a kísérleti pszichológia útjára lépve. 1855-ben erről írta orvosi disszertációját, ezáltal november 10-én jeles minősítéssel megszerezte a doktori címet. Fél évig Berlinben tanult fiziológiát, ám visszatért, hogy második doktorátusi fokozatra jelentkezzen. Ez volt feltétele annak, hogy saját kurzust tarthasson.
1857 nyarán megtartotta belső kísérleti pszichológiai kurzusát. A stresszes időszak súlyos tüdővizenyő kialakulásához vezetett. A svájci Alpokba utazott, remélve a gyógyulást. Emellett a heidelbergi filozófiai intézetbe jelentkezett Helmholtz mellé asszisztensnek. 1858-1864-ig töltötte be ezt az állást. G. Stanley Hall (aki írta Wundt életrajzát) szerint a matematikai gyengesége miatt kellett távoznia az intézetből. Ennek ellenére számos kiváló ajánlólevelet kapott.

### 1862–1920

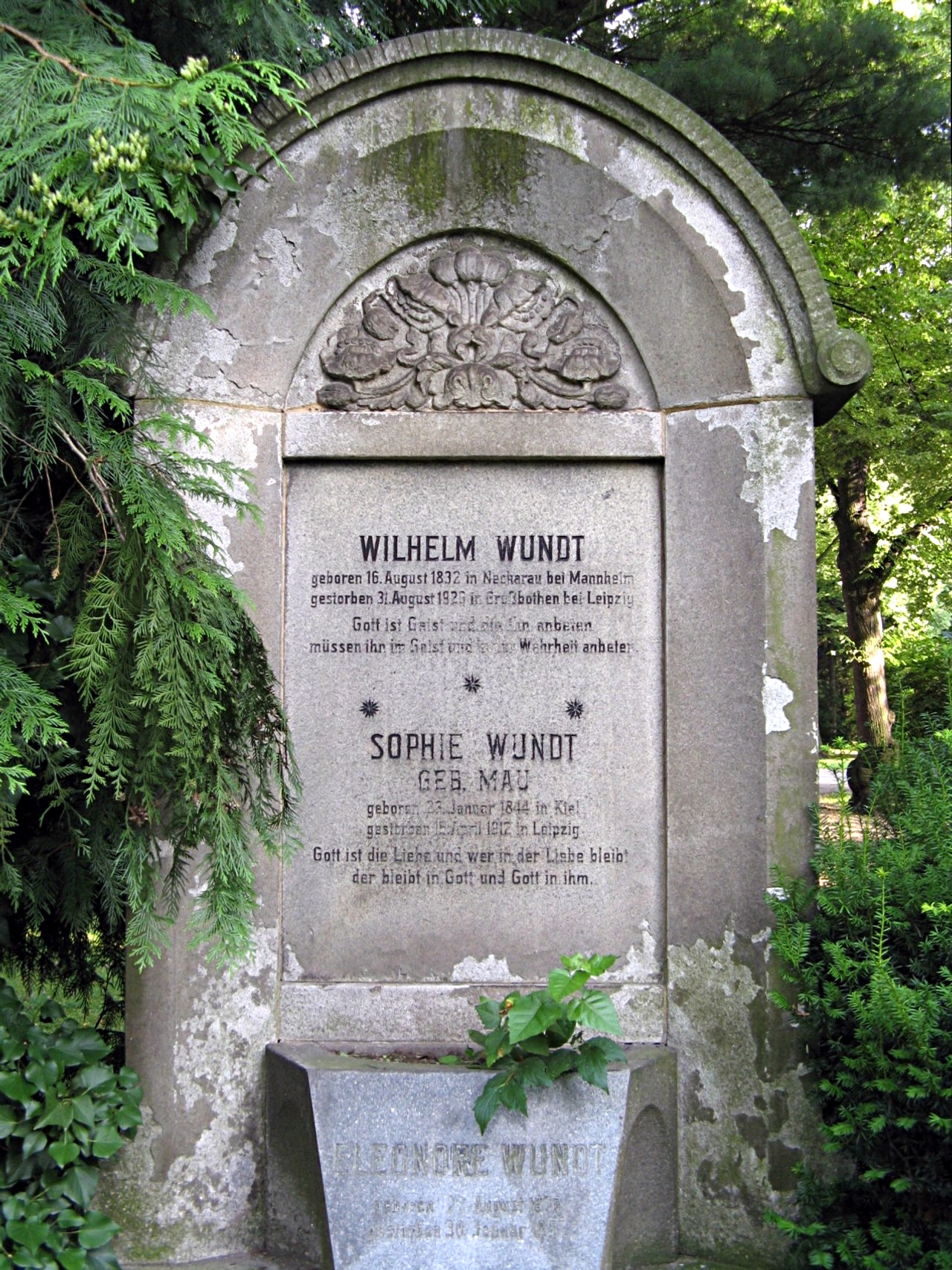
Síremléke a lipcsei Déli temetőben

1862-ben jelentette meg Az érzékszervi percepció elmélete felé című művét. Könyvében egy olyan pszichológia alapjait vázolta fel, mely a tudatosság tényeit alapozó tudomány. Két fiziológiai tankönyvvel bővítette írásait, melynek tiszteletdíjából otthonában felállíthatta saját kis laboratóriumát. Rövid időre a Munkásoktatási szövetség elnökeként utazta az országot, számos tudományos témáról tartott előadásokat. 1866-ban jelentkezett a badeni parlamentbe, 1867-ben megválasztották, ám 1868-ban visszalépett.
1871-ben a heidelbergi egyetem professzora lett. Feleségül vette Sophie Maut. 1873-ban és 1874-ben jelentette meg A fiziológiai pszichológia alapelvei című két kötetes könyvét. Itt még a fiziológiai pszichológia kifejezés nem pszichológiai neurológiát, hanem kísérleti illetve laboratóriumi pszichológiát jelentett. Felkérték, hogy a lipcsei egyetem filozófiai katedráját foglalja el. Ezt követően további 42 évet töltött itt.
Lefektette a pszichológiának, mint kísérleti tudománynak az alapjait. 1879-ben kezdte kutatásait, ezért általában ezt az időpontot tekintik a tudományos pszichológia megalapítása évének. Wundt nem sokkal ezután növelte laboratóriumának területét, így 1892-ben már egy 11 helyiséggel rendelkező épületbe költözött. 5 évvel később különálló laboratóriumot építettek. (Sajnos a második világháború elpusztította). Wilhelm Wundt 1920-ban befejezte életrajzi művét Amit tapasztaltam és felfedeztem címmel, s rá nyolc nappal később elhunyt.

## Pszichológiai munkássága
1861-ben egy ingaórát szerelt be valamilyen szerkezetbe, melyet egy érdekes kísérletéhez használt fel. Az inga alá elhelyezett egy egységekre osztott mérőskálát. Miközben az inga lengett, egy kötőtű a B vagy D pozícióba érve megütötte a harangot. Wundt szerint, amikor egyszerre próbál meg figyelni a harangszóra és az inga helyzetére, az inga soha nincs pontosan a B vagy D helyzetben: abban a pillanatban, mikor hallotta a harangot, az inga mindig elhagyta a szélső helyzetét, és a közép felé lengett tovább. Úgy találta, hogy megközelítőleg 1/10-ed másodperc kell ahhoz, hogy figyelmét a harang megszólalásáról az inga helyzetére fordítsa, és vissza. Az ingereket egymás után észlelte, ami azt jelzi, hogy különálló figyelmi aktusokra volt szüksége.
A vizsgálat nagy jelentőségű volt, hiszen ezáltal egy pszichológiai folyamatot mért meg kísérleti eszközökkel. E kísérlet eredményeinek megjelentetésével egyidejűleg Az érzékszervi percepció elmélete felé című könyvét is megjelentette. Ebben jelentette be a kísérleti pszichológia megteremtését. Wundt egy új tudományterületként akarta elfogadtatni a pszichológiát, bár nem szükségszerűen függetlenítve a filozófiától.
Egy új gondolat is érlelődött benne: szüksége van egy olyan folyóiratra, amelyben közzé teheti az aktuális kísérleteinek eredményeit. Így 1881-ben újraindította a Philosophische Studien (Filozófiai Tanulmányok) című folyóiratot, mely 20 kötetet ért meg. Az újság címével is hangsúlyozni kívánta, hogy a pszichológia része a filozófiának. Később megváltoztatja nevét Psychologische Studienre (Pszichológiai Tanulmányokra).

### Azonnali és közvetett élmény
A pszichológia a tudat tudománya: azaz a tudatos tapasztalatok tudománya. Wundt feltételezése az volt, hogy a tudat akár közvetlenül, akár közvetve, de megtapasztalható. Például közvetlenül megtapasztalva az alma létrehozza a pirosság és a kerekded forma érzetét, együtt egyfajta kellemes érzéssel. Wundt ezt a közvetlen tapasztalatot nevezte azonnali élménynek (immediate experience). Az azonnali élmények adatokkal szolgálnak a kísérleti pszichológia számára. Használhatunk mérleget, hogy megmérjük az alma súlyát. Az alma ilyen jellegű megtapasztalása közvetett, az adatok összegyűjtésére használt eszközök közvetítik. Wundt számára ez a tapasztalat a közvetett élmény (mediate experience).
Wundt pszichológiája az alacsonyabb rendű mentális folyamatokat, pl. érzékelést és érzést vizsgálta a fiziológia módszereinek alkalmazásával. A folyamatok termékeit tanulmányozta, és nem magukat a mentális folyamatokat. Úgy vélte, hogy a magasabb rendű mentális folyamatok nem tanulmányozhatóak kísérletileg, szerinte ezeket kulturális tudományként kell kezelni. Eredményeit tízkötetes munkában jelentette meg: Völkerpsychologie: Eine Untersuchung der Entwicklungsgesetz von Sprache, Mythus und Sitte (Kulturális pszichológia: a nyelv, a mítosz és az erkölcsi törvények kialakulásának kutatása).

### Kutatásai
Wundt kutatásaira jellemző a témák széles választéka.

#### Érzékelés és percepció
Például a laboratóriumi körülmények között folytak vizsgálatok a fény- és színérzékelés pszichofizikájával kapcsolatban, tanulmányozták a negatív utóképeket, a színészlelési hiányosságokat és az optikai csalódásokat. Folytattak pszichofizikai jellegű kutatásokat a hallás és a Weber-féle kétpont-küszöb probléma területén is.

#### Reakcióidő-vizsgálatok
1796-ban, a greenwichi obszervatóriumban a brit királyi csillagász kirúgta asszisztensét, mert jelentősen különböző idő alatt olvasta le a csillagátmenetek idejét (a csillagátmenet ideje az az idő, amennyi alatt a megfigyelt objektum áthalad a teleszkópra rajzolt jelző rácsvonalakon). A „szem és fül” módszerrel mérték, amely úgy működött, hogy mialatt a csillagász a teleszkópban nézte, amint a csillag áthalad a jelzőrácsokon, a fülével az órára figyelt és számolta annak ketyegését.
A vizsgálatok hasonló problémákat dolgoztak fel. Ha a kísérleti személy a válaszra koncentrál, akkor az ingert nem tudatosan észleli, és ez gyors választ eredményez. Ha az alany az ingerre összpontosít, akkor tudatosan észleli azt, és ez a figyelem további 1/10-ed másodpercet igényel.

#### Figyelem
Wundt szerint az egyszerű reakcióidőben három mentális tevékenység figyelhető meg: első a szenzoros inger belépése a tudatba. Második, mikor a figyelem középpontjába kerül az inger. Végül van egy szándékos magatartás. Wundt úgy gondolta, hogy a tudatosságnak két zónája van: az első tartalmazza a háttérbenyomásokat, melyek belépnek a tudatba, de nem észleljük. A másodikba tartoznak azok a dolgok, melyekre a figyelem irányul.
Néhány tanítványa véletlenszerű betűket, számokat, szavakat villantottak fel rövid ideig egy képernyőn, és a kísérleti személy megpróbált ezek közül annyit visszaidézni, amennyit csak tudott. A felidézett ingerek száma általában 4 és 6 között változott. Ha a véletlenszerű sorozat 16 betűs szóból állt, a kísérleti személyek 4-6 szót idéztek fel. Wundt a rendszerét voluntarizmusnak nevezte. Az elnevezés az angol voluntary szóból ered, melynek jelentése „akaratlagos”.

#### Érzések
Minden lelki jelenség az érzetekre vezethető vissza. Az érzeteknek négy tulajdonságuk lehet: minőség, intenzitás, tartalom és kiterjedés. Az érzések, melyek az érzelmek alapját képezik, egyszerűbb rendszert alkotnak. Három párjuk (dimenziójuk): az öröm és fájdalom, a feszülés és feloldás, az izgalom és megnyugvás. Elsősorban Wundt azzal foglalkozik, hogy a különböző ingerek milyen érzéseket váltanak ki belőlünk.
Minden érzés elhelyezhető valamely dimenzió(k) mentén.

#### A kétféle tapasztalás doktrínája
Wundt szerint a lélektan külön tudomány, de nem azért mert van lélek. A lélek pusztán a lelki történésre, a pszichológiai folyamatok vagy képzetek halmazára alkalmazott rövidítés. Úgy vélte, hogy a természettudomány és a pszichológia nem eltérő jelenségekkel foglalkoznak, hanem megegyező jelenségek kétféle aspektusával. A természettudomány az ismereteket a külvilági vonatkozásukban vizsgálja, s a tapasztalás tárgyaival foglalkozik. A pszichológia a tapasztalás teljes világát elemzi, s a felfogás módjával foglalkozik a teljes tapasztalásból.

#### A pszichofizikai parallelizmus elve
Wundt számára kiemelkedő fontosságú kérdés a test és a lélek viszonya. A pszichofiziológiájában parallelista felfogása szerint a test nem azonos a lélekkel, csupán feltételezi, hogy a lelki jelenségeknek mindig megfelel valamilyen fiziológiai történés.

#### Az appercepció és a lelki élet törvényei
Az appercepció aktív erőfeszítéssel teremt kapcsolatokat a lelki élet elemei között, s
alakít ki értelmes egészeket. Mondatok alkotása során a beszélő induktív módon halad az alkotóelemek felé, a megértés során a hallgató viszont fordítva jár el: az elemektől jut el az egészig, a mondat értelméig. Mindkét esetnél aktív erőfeszítésről beszélünk.

### Wundt négy alaptörvénye
1. A teremtő rezultáns elve: A lelki kapcsolatoknál a végeredmény nem pusztán az elemek összege, hanem egy új terméket is jelent, melyet az elemek képeztek. Azt mondja ki, hogy az összetevőkből nem lehet levezetni az eredményt, csak fordítva: az eredmény összetevőit lehet megkeresni.
2. A célok heterogenitásának elve: Amíg az első törvény az összekapcsolás elve, addig a második a szétválasztást teszi lehetővé. A cselekvés szándéktalan eredményei új célokká alakulhatnak. (Pl.: babonás viselkedés).
3. A vonatkozó relációk elve: Az elemek viszonya irányítja a szintézist.
4. A fokozást nyújtó ellentétek elve: Szélső értékeknél az ellentét érvényesül.

## Művei magyarul
- Gebhardt Lajos: Az emberélettan alapvonalai. Wundt: Lehrbuch der Physiologie des Menschen c. műve nyomán; Eggenberger, Pest, 1869
- Wundt Vilmos: Az ember élettanának kézikönyve; ford. Török Aurél; 2. átdolg. kiad.; Franklin, Bp., 1870
- Wundt Vilmos: A lélektan alapvonalai; 2. kiadás után ford. Rácz Lajos; Franklin, Bp., 1898
- Bevezetés a pszichológiába (ford. Farkas Zoltán), Franklin-Társulat Magyar Irod. Intézet és Könyvnyomda (Kultura és tudomány sorozatban), Budapest, 1921, 141 p